# Virtua Tennis 2009
Virtua Tennis 2009 es un videojuego desarrollado por Sumo Digital y publicado por Sega. Es la cuarta entrega de la serie Virtua Tennis. Está disponible para las plataformas PlayStation 3, Xbox 360, Microsoft Windows y Wii.

## Resumen
La cuarta parte de la serie de juegos tenísticos, traerá 23 jugadores que podrán ser usados en 40 pistas. Incluirá el clásico modo World Tour, en el que debes llevar a tu jugador a la cima del tenis. Este modo contará con un nuevo creador de jugadores que mostrará muchas variantes de creación y 12 minijuegos, con los nuevos como "Guerra de piratas" y "Corriendo en el Shopping". También presentará el modo en línea por primera vez en la serie Virtua Tennis. Éste contará con un modo World Tour en el que pueden participar usuarios de todo el mundo donde habrá un ranking mundial. Y por primera vez, se ha licenciado la Copa Davis, que será otra de las múltiples opciones de juego con las que contará el juego de tenis.

## Modos de juego
Estos son:

### Jugar
Podemos disputar un partido de exhibición. un torneo, un arcade o jugar minijuegos.

#### Exhibición
Podemos jugarlo en simples o dobles, ya sea con de 2 a 4 jugadores o solo contra la computadora. Podemos elegir entre todos los jugadores disponibles y a los perfiles de World Tour que hayamos creado. Se pueden configurar diferentes opciones como el estadio, dificultad, entre otras.

#### Torneo
Un torneo en el que podemos elegir si es simple o de dobles, la cancha y las mismas opciones que en una Exhibición.

#### Arcade
Podemos jugarlo en simples o dobles. En él tenemos que ganar los torneos más importantes del mundo para llegar a un torneo secreto. Si lo ganamos en individuales desbloquearemos a Boris Becker, y si ganamos el torneo de dobles a Stefan Edberg.

#### Juegos
Podemos elegir entre varios minijuegos para jugar entre 1 y 4 jugadores. Entre estos están "Al abordaje", "De compras", "Tirar los bidones", "Avalancha", etc.

### World Tour
El modo más importante del juego. En él creamos un jugador (hombre o mujer) eligiendo sus características, y competimos en torneos hasta llegar al n° 1 del ranking Profesional. En él podemos comprar accesorios, ropa, raquetas, cajas sorpresa y hasta desbloquear nuevos estadios para comprar con el dinero que ganamos. Estos estadios se compran para ser usados en el modo Jugar para añadirlos a los 4 por defecto (Melbourne, Londres, París, New York) Algunos tienen estadio de día y de noche, los cuales se compran por separado. En otros casa hay dos estadios de la misma ciudad, uno más avanzado que el otro. Estos estadios son:
Torneos principales:
- Melbourne, Australian Open
- París, Torneo de Roland Garros
- Londres, Wimbledon
- Nueva York, Abierto de Estados Unidos

Torneos medios:
- Indian Wells
- Miami
- Montecarlo
- Madrid
- Roma
- Toronto y Montreal
- Cincinnati
- Shanghái
- París

Torneos menores:
- Róterdam
- Río de Janeiro
- Acapulco
- Dubái
- Barcelona
- Halle
- Londres
- Hamburgo
- Washington D. C.
- Pekín
- Tokio
- Viena
- Basilea

Torneos inferiores:
- Doha
- Chennai
- Brisbane
- Auckland
- Sídney
- Viña del Mar
- Montpellier
- Zagreb
- Buenos Aires
- Memphis
- Marsella
- Sao Paulo
- Houston
- Casablanca
- Bucarest
- Múnich
- Oeiras
- Dusseldorf
- Niza
- Eastbourne
- Stuttgart
- Newport
- Estocolmo
- Bogotá
- Atlanta
- Kuala Lumpur
- Moscú

## Jugadores
| Hombres - Roger Federer - Rafael Nadal - Andy Murray - Novak Djokovic - Andy Roddick - David Nalbandian - James Blake - David Ferrer - Tommy Haas - Mario Ančić - Juan Carlos Ferrero | Mujeres - Svetlana Kuznetsova - Lindsay Davenport - Amélie Mauresmo - Anna Chakvetadze - María Sharápova - Nicole Vaidišová - Daniela Hantuchová - Ana Ivanović - Venus Williams | Leyendas - Boris Becker - Stefan Edberg - Tim Henman Personajes Ocultos - Duke - King |

- Datos: Q2312441